# نیراب علیا
نیراب علیا روستایی در دهستان سلیمان بخش سلیمان شهرستان زاوه استان خراسان رضوی ایران است. بر پایه سرشماری عمومی نفوس و مسکن در سال ۱۳۹۰ جمعیت این روستا ۲۴۱ نفر (در ۶۹ خانوار) بوده است.